# Агустини, Дельмира
Дельми́ра Агусти́ни (исп. Delmira Agustini, 1886—1914) — уругвайская поэтесса.

## Биография
Родилась 24 октября 1886 в уругвайской столице Монтевидео, в богатой семье. Отец её — уругваец Сантьяго Агустини (ум. 8 июля 1925), мать — аргентинка Мария Муртфельд Триака (1859—1934). Дельмира получила домашнее образование и была очень одарённым ребёнком: уже в 10 лет начала сочинять стихи, занимаясь также французским языком, музыкой и живописью.
14 августа 1913 года вышла замуж за Энрике Рейеса (исп. Enrique Job Reyes), но уже спустя месяц ушла от него. 5 июня 1914 года состоялся официальный развод, а через месяц Энрике убил Дельмиру в их доме двумя выстрелами в голову, после чего покончил с собой. Похоронена она была на Центральном кладбище Монтевидео.

## Творчество
Агустини писала для журнала «La Alborada» (рус. Рассвет). Она относилась к т. н. «Поколению 1900» — наряду с латиноамериканскими поэтами-модернистами Хулио Эррера, Леопольдо Лугонесом, Рубеном Дарио, которого считала своим учителем. Дарио сравнивал Агустини с Терезой Авильской, отмечая, что Дельмира — первая испаноязычная писательница со времён той святой.
Поэтесса сосредоточилась на теме женской сексуальности, хотя в то время в литературном мире господствовали мужчины. Её стиль творчества лучше всего охарактеризовать как первую фазу модернизма с темами, основанными на фантастических и экзотических предметах.
Эрос, бог любви, символизирует эротизм и он является вдохновляющим началом для её поэзии о плотских удовольствиях. Эрос — главный герой во многих литературных работах Агустини. Она даже посвятила ему третью свою книгу под названием «Пустые бокалы» (1913), которая возвестила её переход в новое литературное движение — La Vanguardia (рус. Авангард).

### Поэтические сборники
При жизни Агустини вышло три сборника её поэзии:
- «Белая книга» (исп. El libro blanco, 1907)
- «Утренние песни» (исп. Cantos de la mañana, 1910)
- «Пустые бокалы» (исп. Los cálices vacíos, 1913)

Неопубликованные при жизни её стихи вошли в сборники, увидевшие свет в 1924 году:
- «Цветник Эроса» (исп. El rosario de Eros)
- «Светила бездны» (исп. Los astros del abismo)

### Переводы на русский язык
- Дельмира Агустини. Лирика // Созвездие лиры / Пер. с исп. и вступление Инны Чежеговой. — М.: Художественная литература, 1981. — С. 107—120.

## В культуре и в кино
- Имя Дельмиры Агустини приобрело популярность в латиноамериканских странах. «От неё пошли мы все, поэтессы Америки», — писала о ней чилийская поэтесса Габриэла Мистраль[3].
- Американская писательница Джуди Вераменди написала роман и пьесу «Пустые бокалы» (на английском и испанском) по мотивам жизни и творчества Агустини. Премьера спектакля состоялась в Чикаго в апреле-мае 2003 года[4].
- В 2012 году вышел франко-португальский фильм «Завтра?» (фр. Demain?) режиссёра Кристин Лоран по мотивам биографии Дельмиры Агустини[5][6].